# Partito Popolare della Comunità Valenciana
Il Partito Popolare della Comunità Valenciana (PPCV; in valenciano: Partit Popular de la Comunitat Valenciana; in spagnolo Partido Popular de la Comunidad Valenciana) è la federazione locale del Partito Popolare nella Comunità Valenciana.

## Storia del partito
Il PP era all'opposizione nelle Corti Valenciane durante il mandato di Pedro Agramunt, ma nel 1993 si tenne il VI Congresso Regionale del Partito (il 2° dopo la rifondazione) e fu eletto Eduardo Zaplana, che nel 1995 vinse le elezioni a maggioranza semplice e vinse la presidenza dopo un accordo con l'Unione Valenciana, dove il candidato di questa formazione, Vicente González Lizondo, è stato nominato presidente delle Corti Valenciane. Nel 1999 ottenne la maggioranza assoluta, aumentando i suoi voti e seggi dopo le elezioni successive fino al 2015, quando perse la maggioranza assoluta e metà dei suoi voti e seggi. Dopo le elezioni regionali del 2023 nella Comunità Valenciana, detengono la presidenza della Generalitat Valenciana, riportando il PSPV-PSOE all'opposizione. Attualmente presiede i tre consigli provinciali della comunità, il Consiglio Provinciale di Alicante e Castellón con maggioranza assoluta e quello di Valencia con maggioranza semplice, nonché i tre capoluoghi di provincia (Castellón, Valencia e Alicante). Inoltre, è stato il primo partito ad aver ottenuto più voti alle ultime elezioni, recuperando così la stragrande maggioranza dei sindaci e delle istituzioni persi tra il 2015 e il 2019 nella Comunità Valenciana.

## Presidenti di Alleanza Popolare/PPCV
|    | Presidente              | Periodo        |
| -- | ----------------------- | -------------- |
| 1  | Juan Antonio Montesinos | 1979-1980      |
| 2  | Alberto Despujol        | 1980-1981      |
| 3  | Manuel Giner Miralles   | 1981-1985      |
| 4  | José María Escuín       | 1989-1990      |
| 1  | Juan Antonio Montesinos | 1990-1993      |
| 5  | Pedro Agramunt          | 1990-1993      |
| 6  | Eduardo Zaplana         | 1993-2004      |
| 7  | Francisco Camps         | 2004-2011      |
| 8  | Alberto Fabra           | 2011-2015      |
| 9  | Isabel Bonig            | 2015-2021      |
| 10 | Carlos Mazón Guixot     | 2021-in carica |

## Presidenti della Generalitat Valenciana
|   | Presidente                | Periodo        |
| - | ------------------------- | -------------- |
| 1 | Eduardo Zaplana           | 1995-2002      |
| 2 | José Luis Olivas Martínez | 2002-2003      |
| 3 | Francisco Camps           | 2003-2011      |
| 4 | Alberto Fabra             | 2011-2015      |
| 5 | Carlos Mazón Guixot       | 2023-in carica |

## Risultati elettorali

### Elezioni delle Corti Valenciane
| Anno | Candidato       | Numero di voti | % voti totali | Seggi   | Posizione       | Ruolo nella legislatura      |
| ---- | --------------- | -------------- | ------------- | ------- | --------------- | ---------------------------- |
| 1983 | Manuel Giner    | 609.519        | 31,89%        | 32 / 89 | secondo partito | Opposizione                  |
| 1987 | Rita Barberá    | 476.099        | 23,71%        | 25 / 89 | secondo partito | Opposizione                  |
| 1991 | Pedro Agramunt  | 558.617        | 27,82%        | 31 / 89 | secondo partito | Opposizione                  |
| 1995 | Eduardo Zaplana | 1.013.859      | 42,83%        | 42 / 89 | primo partito   | Governo di coalizione con UV |
| 1999 | Eduardo Zaplana | 1.085.011      | 47,88%        | 49 / 89 | primo partito   | Maggioranza assoluta         |
| 2003 | Francisco Camps | 1.146.780      | 47,17%        | 48 / 89 | primo partito   | Maggioranza assoluta         |
| 2007 | Francisco Camps | 1.277.458      | 52,52%        | 54 / 99 | primo partito   | Maggioranza assoluta         |
| 2011 | Francisco Camps | 1.211.112      | 49,42%        | 55 / 99 | primo partito   | Maggioranza assoluta         |
| 2015 | Alberto Fabra   | 658.612        | 26,61%        | 31 / 99 | primo partito   | Opposizione                  |
| 2019 | Isabel Bonig    | 508.534        | 19,12%        | 19 / 99 | secondo partito | Opposizione                  |
| 2023 | Carlos Mazón    | 881.893        | 35,75%        | 40 / 99 | primo partito   | Governo di minoranza         |

- I risultati del 1983 corrispondono alla candidatura della coalizione AP-PDP-UL-UV.
- I risultati del 1987 corrispondono alla candidatura della Federazione delle Alleanze Popolari (FAP).

| Evoluzione del numero di seggi nelle Corti Valenciane | Evoluzione del numero di seggi nelle Corti Valenciane | Evoluzione del numero di seggi nelle Corti Valenciane | Evoluzione del numero di seggi nelle Corti Valenciane | Evoluzione del numero di seggi nelle Corti Valenciane | Evoluzione del numero di seggi nelle Corti Valenciane | Evoluzione del numero di seggi nelle Corti Valenciane | Evoluzione del numero di seggi nelle Corti Valenciane | Evoluzione del numero di seggi nelle Corti Valenciane | Evoluzione del numero di seggi nelle Corti Valenciane | Evoluzione del numero di seggi nelle Corti Valenciane | Evoluzione del numero di seggi nelle Corti Valenciane |
| Circoscrizione                                        | 1983                                                  | 1987                                                  | 1991                                                  | 1995                                                  | 1999                                                  | 2003                                                  | 2007                                                  | 2011                                                  | 2015                                                  | 2019                                                  | 2023                                                  |
| ----------------------------------------------------- | ----------------------------------------------------- | ----------------------------------------------------- | ----------------------------------------------------- | ----------------------------------------------------- | ----------------------------------------------------- | ----------------------------------------------------- | ----------------------------------------------------- | ----------------------------------------------------- | ----------------------------------------------------- | ----------------------------------------------------- | ----------------------------------------------------- |
| Alicante                                              | 10                                                    | 9                                                     | 12                                                    | 15                                                    | 16                                                    | 16                                                    | 19                                                    | 20                                                    | 11                                                    | 7                                                     | 15                                                    |
| Castelló                                              | 10                                                    | 8                                                     | 9                                                     | 11                                                    | 12                                                    | 13                                                    | 12                                                    | 13                                                    | 8                                                     | 5                                                     | 10                                                    |
| Valencia                                              | 12                                                    | 8                                                     | 10                                                    | 16                                                    | 21                                                    | 19                                                    | 23                                                    | 22                                                    | 12                                                    | 7                                                     | 15                                                    |
| Totale                                                | 32                                                    | 25                                                    | 31                                                    | 42                                                    | 49                                                    | 48                                                    | 54                                                    | 55                                                    | 31                                                    | 19                                                    | 40                                                    |

## Elezioni alle Corti Generali
| Anno            | Voti      | %      | Seggi   | Posizione       |
| --------------- | --------- | ------ | ------- | --------------- |
| 1977            | 110 761   | 5,93%  | 1 / 29  | quarto partito  |
| 1979            | 84 316    | 4,5%   | 0 / 29  | quarto partito  |
| 1982            | 613 147   | 29,12% | 10 / 29 | secondo partito |
| 1986            | 603 231   | 28,84% | 10 / 31 | secondo partito |
| 1989            | 572 101   | 27%    | 9 / 31  | secondo partito |
| 1993            | 987 317   | 40,48% | 15 / 31 | primo partito   |
| 1996            | 1 130 337 | 43,73% | 15 / 32 | primo partito   |
| 2000            | 1 267 062 | 52,11% | 19 / 32 | primo partito   |
| 2004            | 1 242 800 | 46,78% | 17 / 32 | primo partito   |
| 2008            | 1 415 793 | 51,59% | 19 / 33 | primo partito   |
| 2011            | 1 390 233 | 53,32% | 20 / 33 | primo partito   |
| 2015            | 838 135   | 31,26% | 11 / 32 | primo partito   |
| 2016            | 919 229   | 35,44% | 13 / 33 | primo partito   |
| 2019 (aprile)   | 498 680   | 18,56% | 7 / 32  | secondo partito |
| 2019 (novembre) | 584 415   | 23,04% | 8 / 32  | primo partito   |
| 2023            | 922 064   | 34,87% | 13 / 33 | primo partito   |

## Simboli

Simbolo tra il 1989 e il 1993
Simbolo tra il 1993 e il 2001
Simbolo tra il 2001 e il 2004
Simbolo tra il 2004 e il 2007
Simbolo nel 2007
Simbolo nel 2008
Simbolo tra il 2008 e il 2015
Simbolo tra il 2015 e il 2019
Simbolo tra il 2019 e il 2022
Simbolo attuale (2022-)